# Mário Delgado

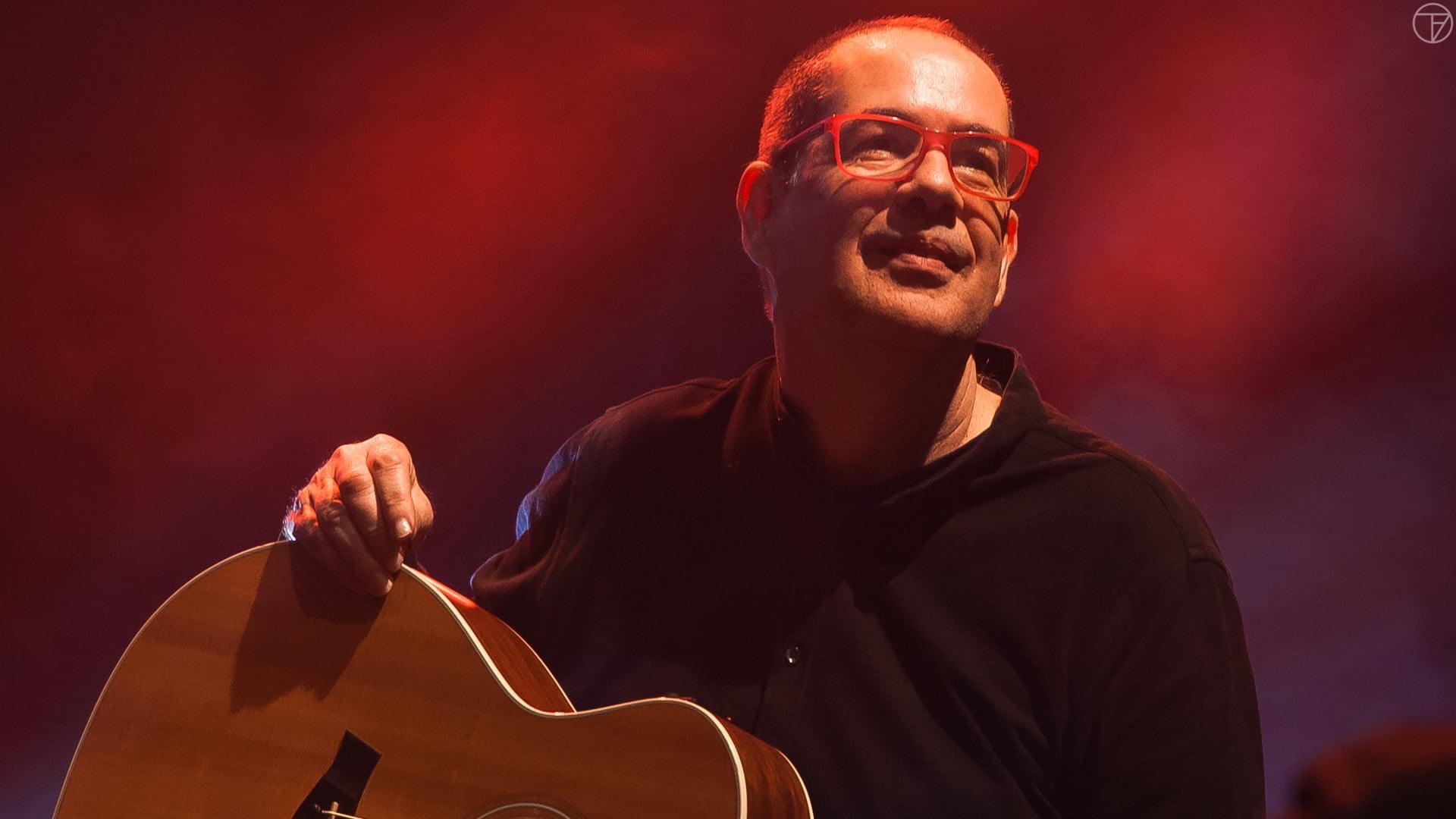
Mário Delgado - Foto de Tiago Fezas Vital

Mário Manuel Barrela da Silva Delgado, (Águeda, 21 de Outubro de 1962) é um guitarrista português das àreas do jazz, fusão, jazz rock e música experimental, com várias participações em projectos de outras àreas musicais.  Mário Delgado é um dos guitarristas mais activos da cena musical portuguesa, quer devido à sua própria personalidade, quer porque a sua técnica e capacidade musical, aliada a uma expressão e linguagem muito pessoal e inovadora, o tornam um músico muito requisitado, para as mais diversas áreas estilisticas.

## Biografia
Mário Delgado nasceu em 1962, em Águeda, e já em Lisboa iniciou os seus estudos musicais na Escola de Jazz do Hot Clube de Portugal, nas classes de Zé Eduardo e David Gausden, tendo aí participado em vários combos e grupos formados por alunos. Dedicou-se também posteriormente à guitarra clássica, estudando com José Peixoto e Piñero Nagy na Academia de Amadores de Música de Lisboa. Durante a sua fase inicial participou em vários grupos com David Gausden, Carlos Martins, Maria João, Nana Sousa Dias, e tocou com vários músicos estrangeiros que se deslocaram a Portugal, o que consolidou as suas bases no jazz, e definiu uma personalidade musical muito ideossincrática e ao mesmo tempo aberta e eclética. Ao longo do tempo, Mário Delgado participou em seminários e workshops, nomeadamente com Bill Frisel, Atila Zoller, John Abercrombie, Barney Kessel, Kenny Burrel, David Liebman, Gary Burton, Jimmy Giuffre, Steve Lacy, Derek Bailey, Hans Benink, Zé Eduardo, Red Mitchel, Paul Motian, Joe Lovano e Hal Galper.
Mário Delgado colaborou ou colabora regularmente com músicos portugueses de variadissimas áreas, do jazz ao rock, ou à música popular, como Anamar, José Mário Branco, Mafalda Veiga, Lua Extravagante, entre outros, e é músico nas bandas de Jorge Palma, e na banda de Mario Laginha e Maria João, sendo ainda director musical do cantor Janita Salomé.
Em 1989 Mário Delgado participou no Segundo Festival de Jazz na Cidade (Lisboa), e em 1990 na Bienal de Marselha para jovens artistas mediterrânicos, com o grupo Zê-de-Zastre. Em 1990 compôs e apresentou um espectáculo multimédia, encomendado pela Câmara Municipal de Almada, incluído na Semana da Juventude daquele Concelho, conjuntamente com o músico José Peixoto e o fotógrafo José Fabião.
Durante os anos 90 trabalha regularmente com o seu Trio, que se baseia no reportório clássico e contemporâneo de jazz mainstream, mas também algum material da cena avant-garde, bem como nos seus próprios originais, consolidando a sua linguagem e personalidade musical.
Participa no ciclo "Música Improvisada no Terraço do Palácio Fronteira" em 1992, no "I Encontro Nacional de Guitarras" no mesmo ano, no Palácio Galveias, no ciclo "Concerto de Guitarras II" em 1993, e finalmente em "A indeterminação na Música do Renascimento ao séc. XX", incluído nas festas da Cidade de Lisboa no mesmo ano, com um trio criado em 1992, com o guitarrista José Peixoto e o percussionista José Salgueiro. Este trio gravou o CD "Taifa"’ em Março 1993, no qual se espraiam sonoridades árabes e mediterrânicas, tão ligadas à herança musical portuguesa.
Em Maio de 1993 interpreta ao vivo a banda sonora do bailado "Vozes Caladas", da coreógrafa Amélia Bentes e música de José Peixoto, em espectáculos da Companhia de Dança de Almada.
Em 1994 fez os arranjos para o disco ‘Raiano’ de Janita Salomé, fazendo também parte dos músicos que o gravaram. Fez vários concertos com a "Orquestra Som do Mundo" e com o saxofonista Carlos Martins.
Em 2000 Mário Delgado compôs o projecto "Filactera", dedicado aos seus heróis da banda desenhada, respondendo a uma encomenda do Festival de Jazz do Porto, para a edição desse ano, sobre temáticas da banda desenhada, que afinal fazem parte do seu próprio imaginário. Para este projecto reúne os quatro músicos Alexandre Frazão, bateria, Andrzej Olejniczak, Saxofone tenor, Carlos Barretto, Contrabaixo, Claus Nymark Trombone, a que se junta o próprio Mário Delgado na guitarra. O álbum é gravado nesse ano para a Clean Feed.
Com o contrabaixista Carlos Barretto funda o "Carlos Barretto Trio", o qual acaba por se transformar no projecto trio "Carlos Barretto Lokomotiv", que integra também o baterista José Salgueiro. Ao longo do tempo grava com este trio álbuns como "Suite da Terra" (Bab/Dargil/1998), "Silêncios" (Foco Musical/2000), "Lokomotive" (Clean Feed/2003), "Radio Song" (Clean Feed/2002) e "Labirintos" (Clean Feed/2010).
Em 2004 surge o projecto TGB (Tuba, Guitarra e Bateria) com o baterista Alexandre Frazão e o Tubista Sérgio Carolino, que não só apresenta uma formação improvável, mas que não resulta apenas numa experiência feita da soma dos três instrumentos, mas sim numa abordagem inovadora e madura em que os três instrumentos contribuem para um resultado final inédito , e que dificilmente se poderia adivinhar à priori. O álbum reúne composições e compositores tão diversos como Jorge Palma (“Só”), Carlos Barretto (“3.4.7”), Thelonious Monk (“Brilliant Corners”), Bud Powell (“Un Poco Loco”) e até Led Zeppelin (“Black Dog”).
Em 2010 o grupo TGB volta a editar, desta vez o álbum "Evil Things" que tem a particularidade de contar com Paulo Ramos como convidado. Ao contrário do anterior, este é um álbum muito mais virado para os géneros rock, numa vertente heavy, gerando aquilo que em All.About.Jazz se descreve como uma aura de metal-leve/jazz, fundido com ressonância de uma mistura jazz-blues-rock, culminando num final de tom-difuso.
Com o contrabaixista Carlos Bica, Delgado faz alguns concertos do álbum "Single", primeiro álbum solo de Bica, como seu convidado. 
Com Alexandre Frazão (bateria), Zé Nabo (baixo), Paulo Ramos (voz) e Manuel Paulo (teclados), parte para um novo projecto, criando uma banda de tributo aos Led Zeppelin, chamando-lhe "Led On", que pretende recriar e homenagear o mais fielmente possível, sem arranjos ou adaptações a música dos Led Zeppelin, grupo que também faz parte do imaginário do próprio Delgado..
Como projectos actuais, além de prosseguir a participação em bandas e gravações de outros músicos portugueses das mais variadas àreas musicais, Delgado mantém activos os projectos "Resistência", "Filactera", "TGB", "Led ON", "Lokomotiv", actuações com os seus próprios grupos, a participação na banda de Maria João e a direcção musical da banda de Janita Salomé.
Entre 1990 e 2000, Mário Delgado manteve uma actividade pedagógica, ligada à Escola de Jazz do Hot Clube de Portugal e aos seus Cursos Itinerantes. Após essa data, foi professor de guitarra e combos na Escola de Jazz do Barreiro e participa em workshops e outras acções de formação musical. É actualmente professor no Curso de Jazz da Academia dos Amadores de Música em Lisboa, e na licenciatura de Jazz da Universidade de Évora.
Participou em 1995 no " 6th Annual IASJ Meeting " em Israel onde representou a Escola de Jazz do Hot Clube de Portugal. Em 2005 recebeu o prémio Carlos Paredes atribuído pela Câmara de Vila Franca de Xira ao disco Tuba Guitarra e Bateria do colectivo TGB (Carolino, Delgado, Frazão).

## Estilo
Mário Delgado é um guitarrista com recursos e técnicas variadas na guitarra electrica, o que lhe vêm dos diversos estilos provenientes das suas influências, que vão do rock ao jazz, e da música popular à música tradicional , as quais reutiliza de forma inventiva e criativa, criando padrões inesperados, dissonâncias, sons desconhecidos ou estranhos, sempre num tom levemente experimentalista e avant-garde. 

## Prémios e distinções
- Inclusão na lista dos melhores concertos do ano no Site “Jazz Portugal”, para o Concerto Filactera no Angra Jazz 2001.
- Inclusão do CD “Filactera” de Mário Delgado, editado em Abril de 2002, na lista dos melhores discos do ano (Expresso, Blitz e All Jazz).
- Inclusão na lista dos melhores concertos de Jazz de 2003, pelo Diário de Notícias, do concerto TGB no Braga Jazz 2003.
- Inclusão na lista dos melhores concertos do ano de 2004, pelo site jazzportugal, do concerto TGB no Festival de Jazz de Lagos 2004.
- inclusão na lista dos melhores discos de 2004, pelo jornal Expresso e Diário de Notícias, do CD TGB.
- O tema “Só” do disco TGB  foi incluído no CD “Exploratory Music from Portugal”, lançado pela revista WIRE no final de 2004.
- -Em 2004 o disco Lokomotiv de Carlos Barretto Lokomotiv recebeu o prémio Carlos Paredes atribuído pela Câmara de Vila Franca de Xira.
- Prémio Carlos Paredes, atribuído pela Câmara de Vila Franca de Xira ao disco Tuba Guitarra e Bateria do colectivo TGB (Carolino, Delgado, Frazão) em 2005.
- Menção honrosa na Festa do Jazz 2006 ao combo da Escola de Jazz do Barreiro
- -Em 2011 o disco “Matéria Prima” de Carlos Bica Matéria Prima recebeu o prémio Carlos Paredes atribuído pela Câmara de Vila Franca de Xira.
- -Em 2015 foi nomeado na lista dos 30 melhores guitarristas portugueses, que mais se destacaram no “domínio e na inventividade” da guitarra nos últimos trinta anos, na edição do 30ª aniversário da revista Blitz. https://blitz.pt/principal/update/2015-11-27-Os-30-melhores-guitarristas-portugueses-Lista-1
- -Em 2018 foi incluído na edição especial da revista Arte Sonora na lista dos “dez grandes guitarristas portugueses”.  https://artesonora.pt/featured/mario-delgado-guitarristas-preferidos-influencias/
- -Em 2019 o Trio Lokomotiv foi o vencedor do Prémio RTP/Festa do Jazz na categoria de “Grupo do Ano”.